# Telescopi Hale
El telescopi Hale és un telescopi de 508 cm de diàmetre instal·lat a l'Observatori Palomar, Estats Units; va entrar en funcionament l'any 1948. Va ser finançat gràcies a l'esforç de George Hale.
Gràcies a la seva enorme grandària i potència, es van poder mesurar els espectres i velocitats radials de gran quantitat de galàxies: gràcies a ells Milton Humason i Edwin Hubble van poder determinar la llei que regeix el desplaçament d'aquests cossos celestes, mesurant de manera aproximada el valor de la constant de Hubble.
Els seus cinc metres de diàmetre van significar una fita en la història de l'Astronomia, sent el telescopi més gran fins que, anys després, els soviètics van aconseguir construir un amb un mirall de sis metres de diàmetre (telescopi de Zelenchuskaya). No obstant això, les dificultats per construir miralls massissos més grans van forçar a desenvolupar altres tecnologies diferents: els telescopis de miralls segmentats, bona mostra dels quals és el Telescopi de Monte Hopkins. Fa uns anys es denominava Telescopis de Nova Generació (Next Generation Telescopes, NGT) als telescopis reflectors els miralls primaris serien de més de sis metres de diàmetre. El primer telescopi d'aquesta generació va ser el Keck I, de deu metres de diàmetre, ubicat a Mauna Kea, Hawaii, que va començar a funcionar a finals de 1990.
Entre les seves moltes gestes cal destacar, a tall d'anècdota, que el 1982 va ser el primer telescopi del món en localitzar l'encara inert cometa 1P/Halley en aquest cicle, bastants mesos abans que comencés a activar i a brillar en emetre gas i pols: aquesta gesta va poder aconseguir-se tant pel diàmetre del seu enorme mirall primari com per haver utilitzat una càmera CCD.